# Bataille du lac Fucin
 (mai 2025).
Si vous disposez d'ouvrages ou d'articles de référence ou si vous connaissez des sites web de qualité traitant du thème abordé ici, merci de compléter l'article en donnant les références utiles à sa vérifiabilité et en les liant à la section « Notes et références ».
Guerre sociale
La bataille du lac Fucin a lieu en 89 av. J.-C. pendant la guerre sociale qui oppose la République romaine à la confédération italique révoltée contre elle. Les Romains sont vaincus et leur commandant, Lucius Porcius Cato, est tué. La révolte des confédérés est néanmoins matée quelques mois plus tard.